# 藤重真一
藤重 真一（ふじしげ しんいち、1969年9月22日 - ）は日本のグラフィックデザイナー。明治学院大学卒業。CDジャケットのアートワークなどを中心に活動。

## 主な作品
- THE HIGH-LOWS
  - 「flip flop」（CD 2000年12月6日発売 KittyMME）
  - 「十四才／フルコート」（マキシシングル　2001年8月8日発売 KittyMME）
  - 「HOTEL TIKI-POTO」　（CD 2001年9月5日発売 KittyMME）
  - 「砂鉄」（マキシシングル 2004年7月21日発売 BMG JAPAN）
- ミルククラウン
  - 「空の上」（CD 2002年3月27日発売 KittyMME）
- 星野真里
  - 「カナシミノイロ～夢・夢のあと」（DVD 2002年12月4日発売 ユニバーサルJ）
- メロウヘッド
  - 「Velocity Days」（CD 2006年8月9日発売 日本クラウン）